# Atletika na Letních olympijských hrách 1900
Atletické závody na LOH 1900 se konaly v Boulogneském lesíku v Paříži na hřišti Racing Clubu, závodníci startovali v barvách svých klubů, nikoliv v dresech států. Soutěž v hodu diskem, kde startoval český reprezentant Janda-Suk, probíhala například v aleji s hustým stromořadím, kde řada pokusů končila ve větvích stromů. 

## Medailové pořadí
| Umístění | Stát                         | Zlato | Stříbro | Bronz | Celkem |
| -------- | ---------------------------- | ----- | ------- | ----- | ------ |
| 1        | Spojené státy americké (USA) | 16    | 13      | 10    | 39     |
| 2        | Velká Británie (GBR)         | 3     | 3       | 2     | 8      |
| 3        | Francie (FRA)                | 1     | 4       | 2     | 7      |
| 4        | Kanada (CAN)                 | 1     | 0       | 1     | 2      |
| 4        | Maďarsko (HUN)               | 1     | 0       | 1     | 2      |
| 6        | Smíšené družstvo (ZZX)       | 1     | 0       | 0     | 1      |
| 7        | Indie (IND)                  | 0     | 2       | 0     | 2      |
| 8        | Čechy (BOH)                  | 0     | 1       | 0     | 1      |
| 9        | Austrálie (AUS)              | 0     | 0       | 3     | 3      |
| 10       | Dánsko (DEN)                 | 0     | 0       | 1     | 1      |
| 10       | Norsko (NOR)                 | 0     | 0       | 1     | 1      |
| 10       | Švédsko (SWE)                | 0     | 0       | 1     | 1      |
| *        | Celkem                       | 23    | 23      | 22    | 68     |

## Přehled vítězů

### Muži
| Disciplína                 | Zlato | Stříbro                                                                                                  | Bronz                                            |
| Běh na 60 metrů            | Alvin Kraenzlein · Spojené státy americké (USA)                                                                                     | John Tewksbury · Spojené státy americké (USA)                                                            | Stan Rowley · Austrálie (AUS)                    |
| běh na 100 m               | Frank Jarvis · Spojené státy americké (USA)                                                                                         | John Tewksbury · Spojené státy americké (USA)                                                            | Stan Rowley · Austrálie (AUS)                    |
| běh na 200 m               | John Tewksbury · Spojené státy americké (USA)                                                                                       | Norman Pritchard · Indie (IND)                                                                           | Stan Rowley · Austrálie (AUS)                    |
| běh na 400 m               | Maxey Long · Spojené státy americké (USA)                                                                                           | William Holland · Spojené státy americké (USA)                                                           | Ernst Schultz · Dánsko (DEN)                     |
| běh na 800 m               | Alfred Tysoe · Velká Británie (GBR)                                                                                                 | John Cregan · Spojené státy americké (USA)                                                               | David Hall · Spojené státy americké (USA)        |
| běh na 1500 m              | Charles Bennett · Velká Británie (GBR)                                                                                              | Henri Deloge · Francie (FRA)                                                                             | John Bray · Spojené státy americké (USA)         |
| Maratonský běh             | Michel Théato · Francie (FRA) | Émile Champion · Francie (FRA)                                                                           | Ernst Fast · Švédsko (SWE)                       |
| 110 m překážek             | Alvin Kraenzlein · Spojené státy americké (USA)                                                                                     | John McLean · Spojené státy americké (USA)                                                               | Frederick Moloney · Spojené státy americké (USA) |
| 200 m překážek             | Alvin Kraenzlein · Spojené státy americké (USA)                                                                                     | Norman Pritchard · Indie (IND)                                                                           | John Tewksbury · Spojené státy americké (USA)    |
| 400 m překážky             | John Tewksbury · Spojené státy americké (USA)                                                                                       | Henri Tauzin · Francie (FRA)                                                                             | George Orton · Kanada (CAN)                      |
| 2500 m steeplechase        | George Orton · Kanada (CAN) | Sidney Robinson · Velká Británie (GBR)                                                                   | Jacques Chastanié · Francie (FRA)                |
| 4000 m steeplechase        | John Rimmer · Velká Británie (GBR)                                                                                                  | Charles Bennett · Velká Británie (GBR)                                                                   | Sidney Robinson · Velká Británie (GBR)           |
| běh na 5000 metrů družstev | Smíšené družstvo (ZZX) · Charles Bennett (GBR) · John Rimmer (GBR) · Sidney Robinson (GBR) · Alfred Tysoe (GBR) · Stan Rowley (AUS) | Francie (FRA) · Henri Deloge · Jacques Chastanié · André Castanet · Michel Champoudry · Gaston Ragueneau | nebyla udělena                                   |
| Skok daleký                | Alvin Kraenzlein · Spojené státy americké (USA)                                                                                     | Meyer Prinstein · Spojené státy americké (USA)                                                           | Patrick Leahy · Velká Británie (GBR)             |
| Trojskok                   | Meyer Prinstein · Spojené státy americké (USA)                                                                                      | James Connolly · Spojené státy americké (USA)                                                            | Lewis Sheldon · Spojené státy americké (USA)     |
| Skok do výšky              | Irving Baxter · Spojené státy americké (USA)                                                                                        | Patrick Leahy · Velká Británie (GBR)                                                                     | Lajos Gönczy · Maďarsko (HUN)                    |
| Skok o tyči                | Irving Baxter · Spojené státy americké (USA)                                                                                        | Meredith Colket · Spojené státy americké (USA)                                                           | Carl-Albert Andersen · Norsko (NOR)              |
| Skok do dálky z místa      | Ray Ewry · Spojené státy americké (USA)                                                                                             | Irving Baxter · Spojené státy americké (USA)                                                             | Emile Torcheboeuf · Francie (FRA)                |
| Trojskok z místa           | Ray Ewry · Spojené státy americké (USA)                                                                                             | Irving Baxter · Spojené státy americké (USA)                                                             | Robert Garrett · Spojené státy americké (USA)    |
| Skok do výšky z místa      | Ray Ewry · Spojené státy americké (USA)                                                                                             | Irving Baxter · Spojené státy americké (USA)                                                             | Lewis Sheldon · Spojené státy americké (USA)     |
| Vrh koulí                  | Richard Sheldon · Spojené státy americké (USA)                                                                                      | Josiah McCracken · Spojené státy americké (USA)                                                          | Robert Garrett · Spojené státy americké (USA)    |
| Hod diskem                 | Rudolf Bauer · Maďarsko (HUN) | František Janda-Suk · Čechy (BOH)                                                                        | Richard Sheldon · Spojené státy americké (USA)   |
| Hod kladivem               | John Flanagan · Spojené státy americké (USA)                                                                                        | Truxton Hare · Spojené státy americké (USA)                                                              | Josiah McCracken · Spojené státy americké (USA)  |